# Església de Sant Andreu de Palomar
L'església de Sant Andreu de Palomar està situada a la plaça d'Orfila del barri del mateix nom de Barcelona, i està catalogada com a bé amb elements d'interès (categoria C). El 1991 va rebre la Creu de Sant Jordi, juntament amb la Casa Asil de Sant Andreu, creat el 1866 i vinculat a la parròquia.

## Història
Està documentada des del 974 a peu de l'antiga via romana i més tard camí medieval que lligava la ciutat de Barcelona amb el Vallès. Formà part inicialment del seu terme l'església de Sant Martí de Provençals, que el 1052 es va separar de Sant Andreu, amb un extens terme, per unir-se com a filial a Santa Maria del Mar. Formaven part de la seva demarcació i més tard del seu municipi l'antiga sufragània de Santa Eulàlia de Vilapicina, la quadra de Vallbona, amb la important propietat rural del baró de Pinós, coneguda més tard per la Torre del Baró, i la capella de la Trinitat, de la qual han pres el nom els dos barris de la Trinitat Vella i la Trinitat Nova.
S'ha dit que l'antiga església de Sant Andreu fou destruïda per la invasió i setge de Barcelona per part d'Almansor el 985, però en tot cas es va refer molt aviat. Se sap que un nou edifici era en construcció a la segona meitat del segle xi, ja que els anys 1053 i 1067 hi hagué deixes a l'obra de l'església de Sant Andreu de Palomar. Fou consagrada el 1105 pel bisbe Berenguer i novament el 1132 pel bisbe Oleguer de Barcelona, a causa de la seva destrucció per part dels almoràvits d'Abu-Bakr ibn Ibrahim ibn Tifilwit as-Sahrawí. Entorn de l'església hi havia aleshores una sagrera o petit nucli de cases, que va donar lloc al futur poble de Sant Andreu.
El 8 de juny de 1640, més de 3.000 camperols i segadors, presidits per la imatge del Sant Crist (dels Segadors) de la parròquia de Sant Andreu de Palomar, es dirigiren cap a Barcelona a protestar contra el virrei pels abusos dels soldats en el conegut Corpus de Sang.
L'església parroquial actual es començà a edificar el 1850, i ja a la dècada del 1870, prengué la direcció de les obres l'arquitecte Pere Falqués i Urpí, fill de Sant Andreu. El dia de Corpus de 1881 s'inaugurà l'absis, la sagristia, la capella, el creuer, el presbiteri i la cúpula, però aquesta caigué el 9 d'agost de 1882, ocasionant 7 morts i 11 ferits. Falqués abandonà l'obra, que fou encarregada a Josep Domènech i Estapà, que reconstruí la cúpula, afegint-hi un llanternó al cim.
El 5 de març de 1889 s'acabà el campanar i el 1904 la façana. Però durant la Setmana Tràgica (27 i 29 de juliol de 1909) l'església fou incendiada pels seguidors radicals de Josep Miquel i Baró. El 30 de novembre del 1910 fou restaurada, i beneïda pel rector Marià Casals.
El 1936, durant la Guerra Civil espanyola, el temple fou incendiat i posteriorment fou reconstruït. El rector Josep Casanovas contractà el pintor Josep Verdaguer, que entre 1954 i 1960, amb un ajudant, pintà els murals actuals.
Entre 1965 i 1967, les obres de prolongació de la línia 1 del metro de Barcelona van causar assentaments del terreny, que provocaren importants esquerdes al temple i el desplomament de la façana i de la torre-campanar. Entre 1984 i 1985 l'arquitecte David Barrera Viladot va dirigir les obres de consolidació, que corregí els defectes de la façana i d'altres patologies en l'edifici.
El 1995, uns despreniments van revelar noves esquerdes i es va iniciar la campanya popular «Salvem la Cúpula». Per seguretat, la zona situada a sota no es va utilitzar durant uns anys. Posteriorment, es va signar un conveni entre el Arquebisbat, l'Ajuntament de Barcelona i la Generalitat de Catalunya per a la seva restauració. Així, entre els anys 2011 i 2014 s'hi van fer intervencions per millorar la seguretat i la protecció dels elements malmesos, i el maig del 2019 es van començar les obres de rehabilitació i consolidació de la cúpula i el llanternó, així com de la resta de l'edifici. El 2020 la cúpula va quedar totalment restaurada.

## Descripció

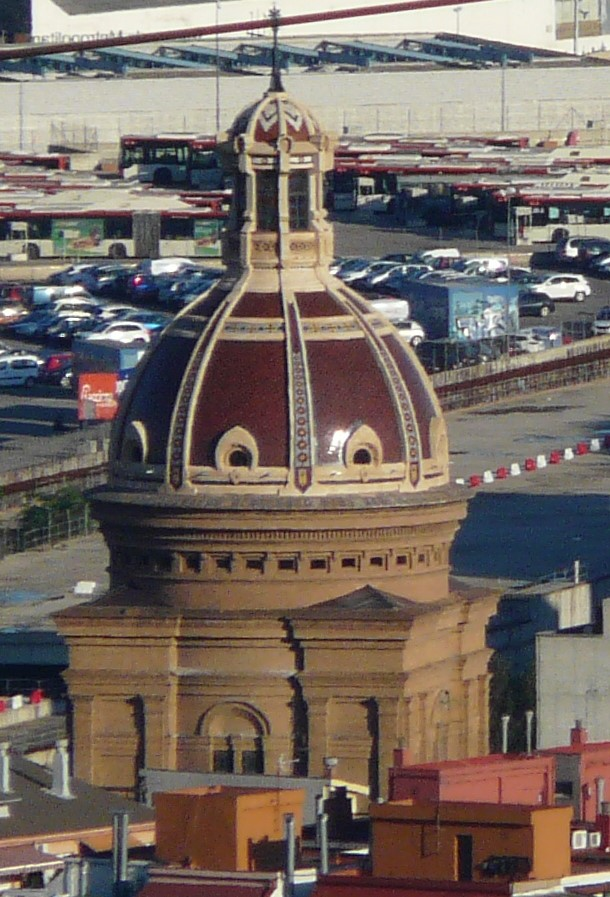
Cúpula restaurada

És un temple de grans dimensions i planta de creu llatina, de tres naus i amb una gran cúpula sobre el creuer, acabada amb un llanternó. La façana, concebuda amb un llenguatge eclèctic amb influències historicistes, destaca pel gran portal, emmarcat per dos parells de columnes d'ordre clàssic que aguanten un entaulament doble, coronat per un gran arc de mig punt resolt de manera ornamental, sota el qual hi ha la rosassa. Està feta amb pedra de Montjuïc, i està coronada per una cornisa trencada per un tram central que té major alçada que els laterals.
El campanar que la flanqueja a la dreta (el de l'esquerra no s'arribà a construir mai), consta de tres pisos, tots ells amb obertures de tractaments diferents. El primer és de pedra de Montjuïc i la resta d'obra vista; els dos primers són de base quadrada, i el tercer té una secció octogonal.
Adossades al temple per la banda nord, hi ha les restes de l'antiga capella del Sant Crist, coneguda posteriorment com a dels Segadors. Juntament amb la porta de la rectoria al carrer del Pont, són les úniques restes de l'església antiga.